# Norigae (phim)
 Norigae (노리개) là phim Hàn Quốc 2013 dựa trên câu truyện của Jang Ja-yeon. Bộ phim mô tả mặt tối của điện ảnh Hàn Quốc bao gồm cả đạo diễn và lạm dụng tình dục. 